# Sławomir Błaut

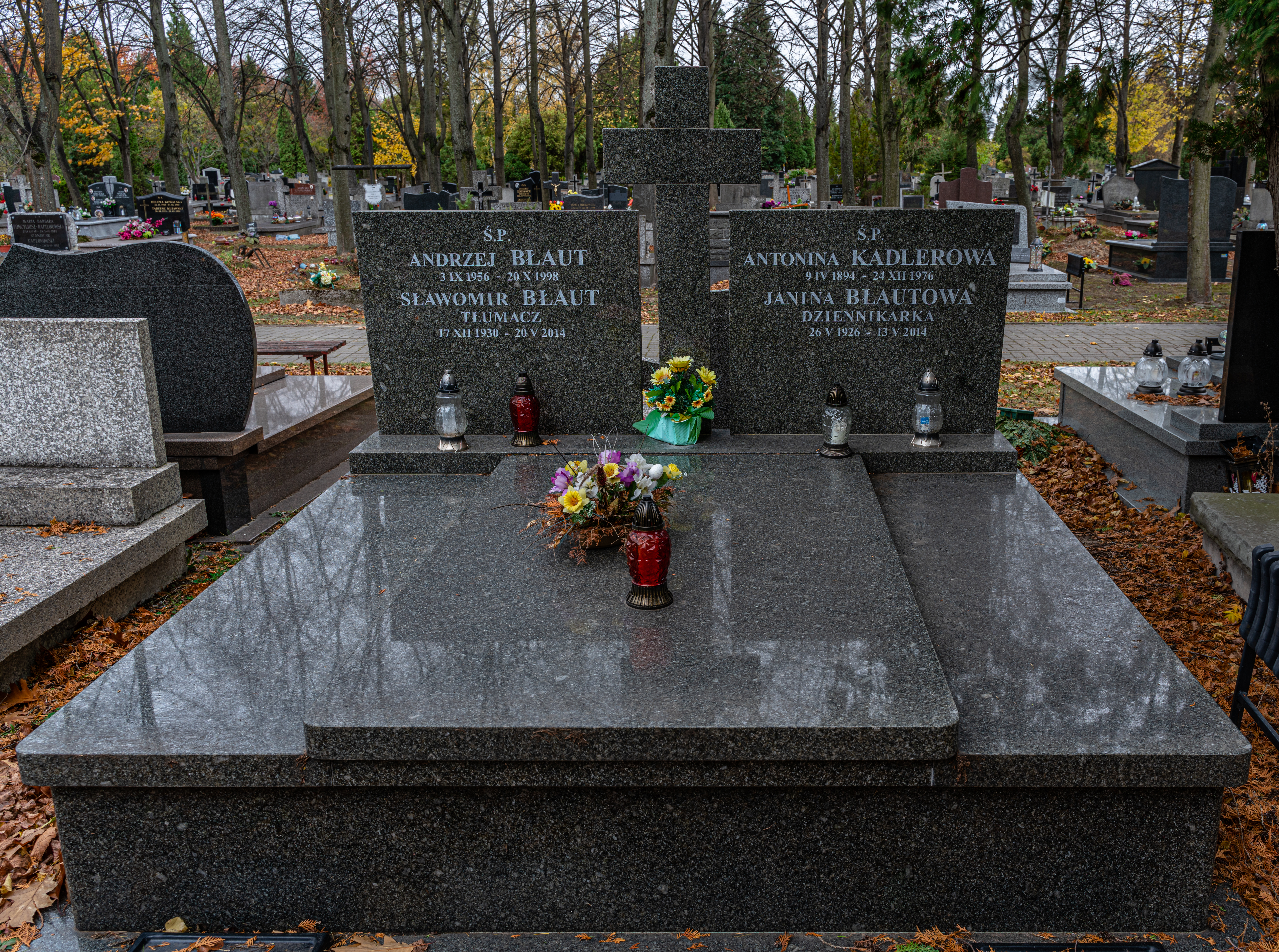
Grób Sławomira Błauta na cmentarzu komunalnym Północnym w Warszawie

Sławomir Błaut (ur. 17 grudnia 1930 w Lublinie, zm. 20 maja 2014 w Warszawie) – polski tłumacz z języka niemieckiego.

## Życiorys
Ukończył studia na Katolickim Uniwersytecie Lubelskim. Następnie pracował m.in. w Instytucie Wydawniczym PAX (1952–1957), redakcji tygodnika „Za i przeciw” i Telewizji Polskiej. Przełożył większość książek Güntera Grassa, w tym Blaszany bębenek, a także utwory Christy Wolf, Hermanna Brocha, Niekończącą się historię Michaela Ende.
Zmarł w Warszawie, pochowany na cmentarzu komunalnym Północnym (kwatera W-VI-3-11-13/14).

## Przekłady
- Jan de Hartog(inne języki) Mary (1963)
- Otto Walter(inne języki) Pan Tourel (1965)
- Thomas Valentin(inne języki) Zagubieni (1966)
- Günter Seuren(inne języki) Rezerwat (1966)
- Jürgen Bartsch Łowy na wrony (1967)
- Peter Weiss Rozmowa trzech idących (1967)
- Werner Helwig(inne języki) Nieugięci (1967)
- Hermann Kant Aula (1968)
- Peter Härtling Niembsch albo Bezruch: suita (1968)
- Walter Hilsbecher, Tragizm, absurd i paradoks (1972)
- Adolf Muschg Odczarowanie (1973)
- Ingeborg Bachman Malina (1975)
- Peter Handke Krótki list na długie pożegnanie ; Pełnia nieszczęścia (1975)
- Hermann Kant Stopka redakcyjna (1975)
- Jurek Becker Oszukiwałem władze (1976)
- Max von der Grün Miejscami gołoledź (1976)
- Jürgen Brinkmann(inne języki) Oczy do patrzenia: powieść w sześciu rozdziałach, z prologiem, interludium, jak również obszernym epilogiem zatytułowanym "Koniec i nowy początek" (1977)
- Thomas Bernhard Mróz (1979)
- Adolf Muschg Motyw Albissera (1979)
- Heimito von Doderer Schody Strudlhofu albo Melzer i głębia lat (1980)
- Peter Handke Godzina prawdziwych odczuć; Leworęczna kobieta (1980)
- Christa Wolf Wzorce dzieciństwa (1982)
- Fritz von Herzmanovsky-Orlando(inne języki) Straszykoń w różanych sidłach: opowieść dziwaczna (1982)
- Christa Wolf Ni miejsca na ziemi (1982)
- Günter Grass Blaszany bębenek (1983)
- Hermann Kant Pobyt (1984)
- Michael Ende Niekończąca się historia (1986)
- Günter Grass Psie lata (1990)
- Günter Grass Z dziennika ślimaka (1991)
- Matthias Mander Kazuar (1991)
- Günter Grass Spotkanie w Telgte (1992)
- Günter Grass Wróżby kumaka (1992)
- Günter Grass Szczurzyca (1993)
- Günter Grass Turbot (1995)
- Jurek Becker Amanda bez serca (1996)
- Hermann Broch Lunatycy (1997)
- Günter Grass Miejscowe znieczulenie (1997)
- Günter Grass Moje stulecie (1999)
- Günter Grass Rozległe pole (2000)
- Günter Grass Idąc rakiem (2002)
- Günter Grass Rzeczy znalezione: dla tych, co nie czytają (2002)
- Ernst Jünger Promieniowania (2004)
- Hermann Broch Autobiografia duchowa (2005)
- Christa Wolf Aż do trzewi (2006)

## Nagrody
- Nagroda Literacka Stowarzyszenia Autorów ZAiKS dla tłumaczy (1985)[2]
- Nagroda polskiego Pen Clubu (1992)[3]
- Nagroda Prezydenta Miasta Gdańska w Dziedzinie Kultury za przybliżenie gdańszczanom literatury Guntera Grassa oraz z okazji 80. urodzin (2010)[4]